# Ahl Sidi Lahcen
Ahl Sidi Lahcen  (in arabo أهل سيدي لحسن‎?) è un centro abitato e comune rurale del Marocco situato nella provincia di Sefrou, regione di Fès-Meknès. Conta una popolazione di 4 287 abitanti (censimento 2014).